# Aphelinus kurdjumovi
Aphelinus kurdjumovi är en stekelart som beskrevs av Mercet 1930. Aphelinus kurdjumovi ingår i släktet Aphelinus och familjen växtlussteklar. Inga underarter finns listade i Catalogue of Life.